# Садовий район (Монтевідео)
Садовий район (Монтевідео) — це невеликий район Монтевідео в Уругваї. 

## Місцезнаходження
Садовий район обмежений бульваром Іспанії на півночі, проспектом 21 де Сетьембре на півдні та заході та бульваром Артігас на сході. На півночі розташований Факультет архітектури Університету Республіки, а на сході - район Посітос .

## Опис
Паркова зона розпочинається безпосередньо на його півдні, зі спортивним клубом  та Національним музеєм образотворчого мистецтва за його південною межею. На стороні, що виходить на бульвар Артігас, розташована вілла, де розміщено посольство Японії.

## Архітектура
Проєкт мікрорайону розробив Еудженіо Бароффіо у 1920-х роках. Бароффіо спроєктував район під впливом європейської модерністської архітектури.   Тут резиденції розташовані на місцевості з різним рельєфом, а  вулиці та проїзди вигнуті. У 1936 році архітектор Гонсало Васкес Бар’єре побудував низку будівель, які мали риси ар-деко : криві, вікна- ілюмінатори, округлі сходи та балкони.  